# Юность (памятник)

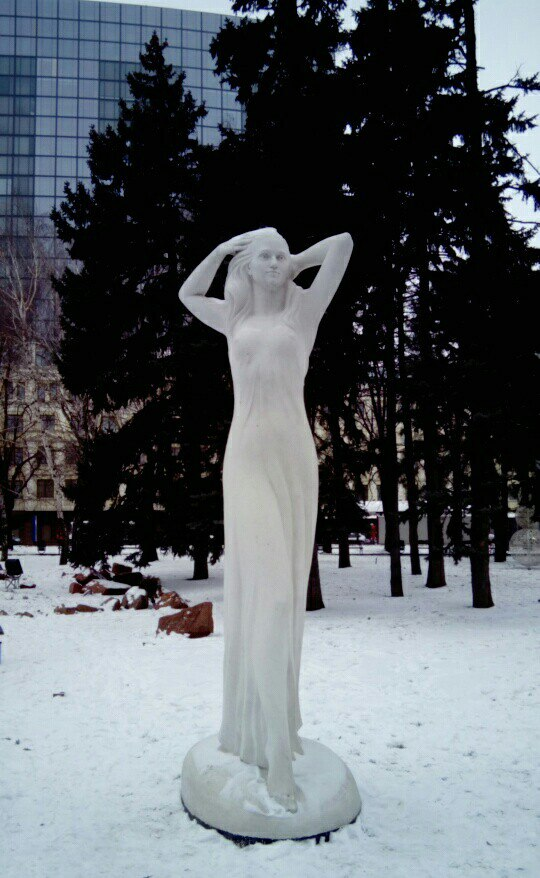
Скульптура Юность (Донецк, сквер Первомайский)

«Юность» — мраморная статуя, находящаяся на площади Ленина, главной площади Донецка.

## Описание скульптуры
Скульптура находится в Первомайском сквере, расположенном в центре города возле площади Ленина, и является главной его достопримечательностью. Это трехметровая фигура полуобнаженной девушки, выполненная из итальянского каррарского мрамора весом в 5 тонн и высотой — 3 метра 15 сантиметров. На камне, находящемся рядом со скульптурой, выгравированы строчки стихотворения, автором которого является Владимир Матвиенко.

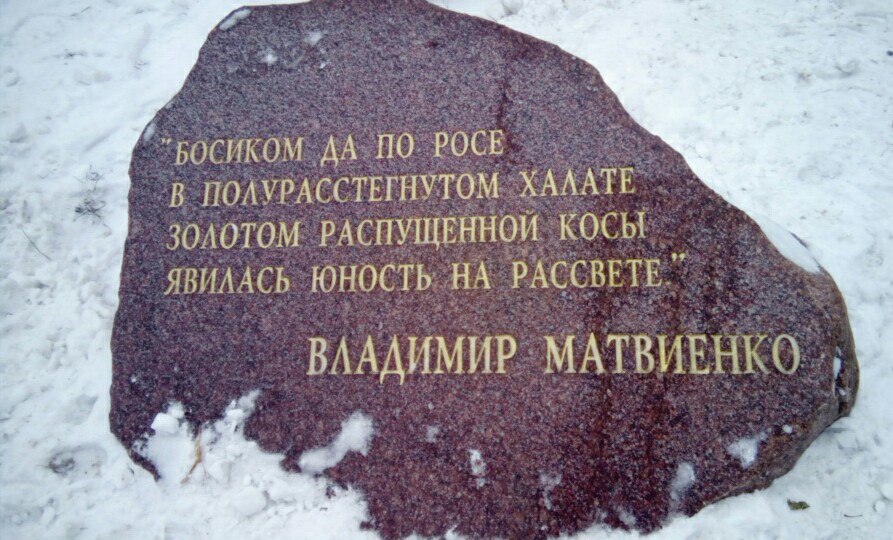
Стихи у подножия памятника

«Босиком да по росе в полу расстёгнутом халате золотом распущенной косы явилась юность на рассвете»

## История открытия
Скульптурная композиция была создана украинским скульптором Николаем Билыком. Она была установлена в Первомайском сквере 9 июля, 2008 года, а 12 июля состоялось торжественное открытие. В открытии принял участие Донецкий городской глава Александр Лукьянченко. Белоснежная скульптура «Юность» была установлена именно в Донецке, потому что Владимир Павлович встретил здесь свою жену, и именно ей посвятил этот монумент.